# Family Inada
Family Inada là một công ty sản xuất ghế massage (ghế mát xa) Nhật Bản có trụ sở chính tại tỉnh Osaka, Nhật Bản. Inada được thành lập năm 1962 bởi Nichimu Inada, người phát minh ra ghế massage tự động theo kỹ thuật massage điểm huyệt Shiatsu.
Tính đến năm 2017, INADA đã cho ra mắt tổng cộng 22 mẫu ghế massage, bao gồm các mẫu ghế massage gia đình, massage toàn thân và massage trị liệu. Trong đó model H.9 đã được tạp chí TIME bình chọn là sáng chế của năm 2001 và trở thành mẫu ghế bán chạy nhất Nhật Bản cùng năm; Sogno Dreamwave với giải thưởng phát minh đột phá tại CES 2009 và danh hiệu thiết kế đỉnh cao của Hiệp hội thiết kế nội thất Hoa Kỳ ASFD; INADA CUBE với giải thưởng "Phát Minh Đột Phá" và danh hiệu "Ghế massage được bác sĩ tin dùng" tại CES 2010.
Hiện nay Inada đã trở thành công ty toàn cầu với chi nhánh bán hàng rải khắp Nhật, Mỹ, Anh, Úc, Hàn Quốc, Đài Loan, Việt Nam...

## Lịch sử

### Những năm đầu tiên
Family Inada được thành lập vào đầu năm 1962 dưới cái tên Inamasa Banno Kougeisha bởi Nichimu Inada - khởi điểm là một thợ lắp ráp ghế massage.
Những sản phẩm đầu tiên của Inada là những chiếc ghế massage gia đình được lắp ráp từ các phụ tùng đặt làm từ các đối tác. Do nhiều hạn chế và bất cập, Nichimu Inada quyết định ghế massage sẽ được sản xuất toàn phần bởi Inada.
Năm 1966, công ty đổi tên từ Inamasa Banno Kougeisha thành công ty TNHH Chuou Bussan có trụ sở tại thành phố Osaka Fuse với số vốn hóa là 2.000.000 Yên.
Năm 1968, nhà máy Daito xây dựng trên một khu vực rộng khoảng 2.300m2 được hoàn thiện, bảy chi nhánh và văn phòng bán hàng được mở ra trên toàn nước Nhật, và tổng số nhân viên lên tới 250.
Không lâu sau đó, cuộc khủng hoảng dầu mỏ làm tăng chi phí đầu vào khiến cho các khoản vay và thanh toán bị trễ hạn. Công ty lâm vào khó khăn. Tai họa xảy ra khi nhà máy thứ hai của Inada (chưa kịp mua bảo hiểm) đã bị thiêu rụi hoàn toàn bởi hỏa hoạn.
Khủng hoảng liên tiếp xảy ra, những vấn đề về công đoàn đã khiến công ty hứng chịu cú đánh cuối cùng. Vào thời điểm đó, số lượng nhân công đã lên tới 300 người. Trong khi những công nhân đang làm việc vất vả ngày đêm Nichimu Inada vẫn hưởng thụ cuộc sống giàu có, ông cho rằng tiền thu về đều là của ông và không có gì sai trái khi ông hưởng thụ cuộc sống trên số tiền đó. Điều này khiến cho sự không hài lòng trong nhân viên lan tràn. Nichimu tiếp tục tung ra hàng loạt các chính sách bất hợp lý, thể hiện bản thân là kẻ tự cao và tự lấy mình làm trung tâm. Như một lẽ tự nhiên, công ty đứng trước bờ vực phá sản do bất đồng tăng cao giữa nhà lãnh đạo và các nhân công.
Đứng trên bờ vực phá sản, Inada quay về và trao đổi thẳng thắn với các nhân viên của mình. Phần lớn ý kiến của các nhân viên đều phản đối chính sách quản lý tự cao của Inada. Ông hiểu được cảm giác các nhân viên của mình phải trải qua và xin lỗi các nhân viên của mình.
Các nhân viên đã chấp nhận lời xin nỗi của Nichimu Inada và đồng ý với một khởi đầu mới.
Tiếp theo đó các đối tác đồng ý cung cấp trở lại, ngân hàng đồng ý cho công ty sử dụng lại tài khoản.
Tiếp theo đó là một thời kỳ phát triển ổn định của Family Inada từ năm 1970 đến nay với các sản phẩm ghế massage khác nhau.

## Sản phẩm

### Đặc trưng
Các mẫu ghế massage toàn thân của Inada đều được tích hợp kỹ thuật massage trị liệu Shiatsu truyền thống của Nhật Bản. Các mẫu được thiết kế nhỏ gọn, tiết kiệm diện tích nhưng đầy đủ các chức năng massage, kéo dãn, vât lý trị liệu. Được phủ ngoài bằng chất liệu da tổng hợp cao cấp Synthetic leather (vật liệu man-made có bề mặt mềm như da, được nhuộm và xử lý cho có cái nhìn, cảm giác và sự bền bỉ của da thật).

### Inada DreamWave
Được nâng cấp từ mẫu Inada Sogno DreamWave, đây là mẫu ghế toàn diện nhất của hãng giới với khả năng massage theo kỹ thuật Shiatsu trên toàn bộ cơ thể - kể cả phần cánh tay, chức năng kéo dãn vật lý trị liệu, chức năng massage cho thiếu niên từ 14 tuổi trở lên (người chưa trưởng thành không được khuyến khích sử dụng ghế massage).

### Inada CUBE
Được ra đời vào năm 2010 và xuất sắc giành được 2 giải thưởng tại CES 2010: giải Phát minh đột phá cho hạng mục Thiết bị gia đình và ghế massage được bác sĩ tin dùng cho hạng mục Chăm sóc và phục hồi sức khỏe. Với thiết kế đơn giản, thông minh có thể gập lại như 1 khối hộp, chức năng tập trung massage phần dưới cơ thể (lưng dưới và chân).

### Inada Flex 3S
Được ra đời vào năm 2014, Inada Flex 3S thể hiện hướng đi chuyên sâu của dòng ghế này với khả năng kéo dãn  cơ thể, điều chỉnh vóc dáng đứng thẳng, uốn cong cột sống theo tiêu chuẩn 3S.

### Inada i.12 (S878)
Ra mắt vào năm 2016 với thế hệ con lăn mới nhất - con lăn "12 ngón tay", tập trung tối đa vào khả năng massage điểm huyệt, phát huy mạnh mẽ kỹ thuật massage Shiatsu.

## Trong văn hóa đại chúng
Tháng 9-2009, trong mùa thứ tư bộ phim sitcom "30 rock" của đài truyền hình NBC, mẫu Inada Sogno DreamWave được sử dụng như là ghế thư giã của Tracy Jordan. Chiếc ghế tiếp tục được sử dụng liên tiếp trong 3 mùa sau đó.
Tiếp theo đó vào tháng 8-2010, mẫu Sogno DreamWave tiếp tục được xuất hiện trong MV ca nhạc Love Drunk của Loick Essien.

## Tại Việt Nam
Tại Việt Nam, từ năm 2010, Family Inada đã ký hợp đồng trao quyền phân phối độc quyền cho Công ty TNHH Thiết bị Chăm sóc Y tế Đại Gia đình Phương Đông (tên giao dịch là Maxcare Việt Nam).